# 酷航
酷虎航空（英語：Scoot）是一間新加坡的低成本航空公司，專營自該國樟宜機場出發之中長途航線。2011年5月由母公司新加坡航空宣告成立，同年11月1日正式定名为「酷航」。2012年6月起，酷航正式營運，主要航點為澳大利亚和中国大陸，前兩年使用從母公司取得的波音777型客機，從2015年開始將其機隊汰換為波音787夢幻客機。酷航所有航班之貨艙統一由母公司新加坡航空管理，並以新航名義進行銷售。
2017年7月25日，新航旗下子公司欣豐虎航與酷航合併，合併之後欣豐虎航正式走入歷史，未來兩家共同使用「酷航 Scoot」單一品牌營運，雙方全部航班時刻維持現況，不過酷航的航空公司代碼會從TZ改為原欣豐虎航使用的TR。

## 沿革

### 2011－2013：啟航
2011年5月，新加坡航空宣布他們打算建立一家只提供必要服務的廉價航空公司，營運中長程航線。
2011年7月，新加坡航空宣布Campbell Wilson将会担任这一新建子公司的CEO。
2011年11月，新建子公司被命名为“酷航”。其官方网站也于当日上线。
2012年1月11日，酷航展示了由ESTA设计的客舱服务人员的制服。为了与公司黄色的标志相符合，制服的主要配色为黑色和黄色。
2012年5月25日，机队的第一架飞机，从新加坡航空处获得的波音777-200ER客机，被涂成了由黄色和白色组成的FlyScoot.com涂装。在这一天之前，酷航也宣布他的IATA代码从OQ改为TZ。
2012年6月4日，酷航首航新加坡至悉尼的航线。
2012年9月18日，酷航首航新加坡至台北。
2012年10月29日，酷航首航新加坡經台北至東京的航線。
2013年6月3日，酷航首航新加坡至南京的航線。
2013年11月15日，酷航首航新加坡至香港的航線。

### 2014－2015：航線拓展
2015年2月2日，酷航接收首架波音787-9客機。
2015年7月9日，酷航首航新加坡經高雄至大阪的航線。
2015年7月19日，酷航接收首架波音787-8客機。
2015年10月25日，酷航首航新加坡至杭州的航線。
2016年10月1日，酷航首航新加坡經台北至札幌的航線。
2016年10月30日，酷航停飛新加坡至香港的航線，同一時段班次改由欣豐虎航以空中巴士A320飛行。

### 2016至今：整併虎航
2016年11月4日，新加坡航空宣佈旗下兩間子公司欣豐虎航與酷航進行合併，得以整合兩間公司的票價、營收與銷售策略。合併完成後將保留酷航品牌，因此原先以欣豐虎航名義營運之班次改為以酷航名義飛行。此合併不影響澳洲虎航與臺灣虎航的營運。澳洲虎航為維珍澳洲航空全資子公司，而台灣虎航則為中華航空全資子公司，兩間公司與欣豐虎航除名稱外均無任何關係。
2017年6月20日，完成從新加坡飛往希臘雅典的直飛首航，宣告正式拓展長程航線。
2017年7月25日，虎航與酷航正式完成合併，所有航班以單一品牌「酷航」營運，以相同的航空運輸業許可證營運。航空公司代碼從TZ改為原欣丰虎航使用的TR<，酷航與虎航的航班時刻維持不變，並且欣丰虎航的A320機隊將逐步換上酷航塗裝。同時，酷航宣布將開設5個新航點，包括檀香山 、哈爾濱、關丹、古晉以及巨港。

2017年12月1日，宣布將於2018年飛航新加坡往柏林的航班。
2017年12月19日，酷航首航新加坡經大阪至檀香山的航線。
2018年1月25日，宣布4月底開始接替飛行勝安航空部分短程航點，包括蘭卡威、卡利博、北乾巴魯。
2018年11月22日，新加坡航空公司（SIA）宣布，明年4月起進行轉移航線的計劃，將接管勝安航空（SilkAir）的數條航線，同時也會把一些航線轉交給新航和勝安航空。

## 爭議
2018年6月12日，中華人民共和國民航局要求其他國家的航空公司不得將台灣列為國家，必須列為「中國台灣」，以表示台灣是中華人民共和國的一部分。

此後，計有18間航空公司积极响应中華人民共和國的要求，將台灣列為中國的一部分其中（包括酷航─酷航將官網及飛往台灣航點的機票上將台灣列為中國台灣」），此舉遭中華民國民航局認為遭到矮化而表達不滿和抗議，要求酷航後必須將台灣的機場或城市標示為「台灣」，而非中華人民共和國的一部分。不過，直至2023年8月，酷航的官網在訂購機票選擇出發地及目的地時，有關台灣的機場，在英文名稱部分仍舊標示「Taiwan, China」（中文名稱僅標示城市名稱）。

## 品牌

### 總部
酷航的總部位於樟宜機場第3航廈。

### 制服
2012年1月11日，Scoot推出了由ESTA設計的黑色和黃色主題的客艙組員制服。
2017年7月25日，與新豐虎航整併後推出嶄新制服，女性空服員的制服以美麗的剪裁、不對稱裙和高腰的設計為重點；男性空服員制服則在 POLO 衫加上更俐落的黃色色塊設計，繼續以黃色與黑色的組合為代表色，延續歡樂自主的精神。

### 聯盟
2016年5月16日，酷航加入了價值聯盟（英語：Value Alliance），這是全球最大的低成本運營商聯盟。

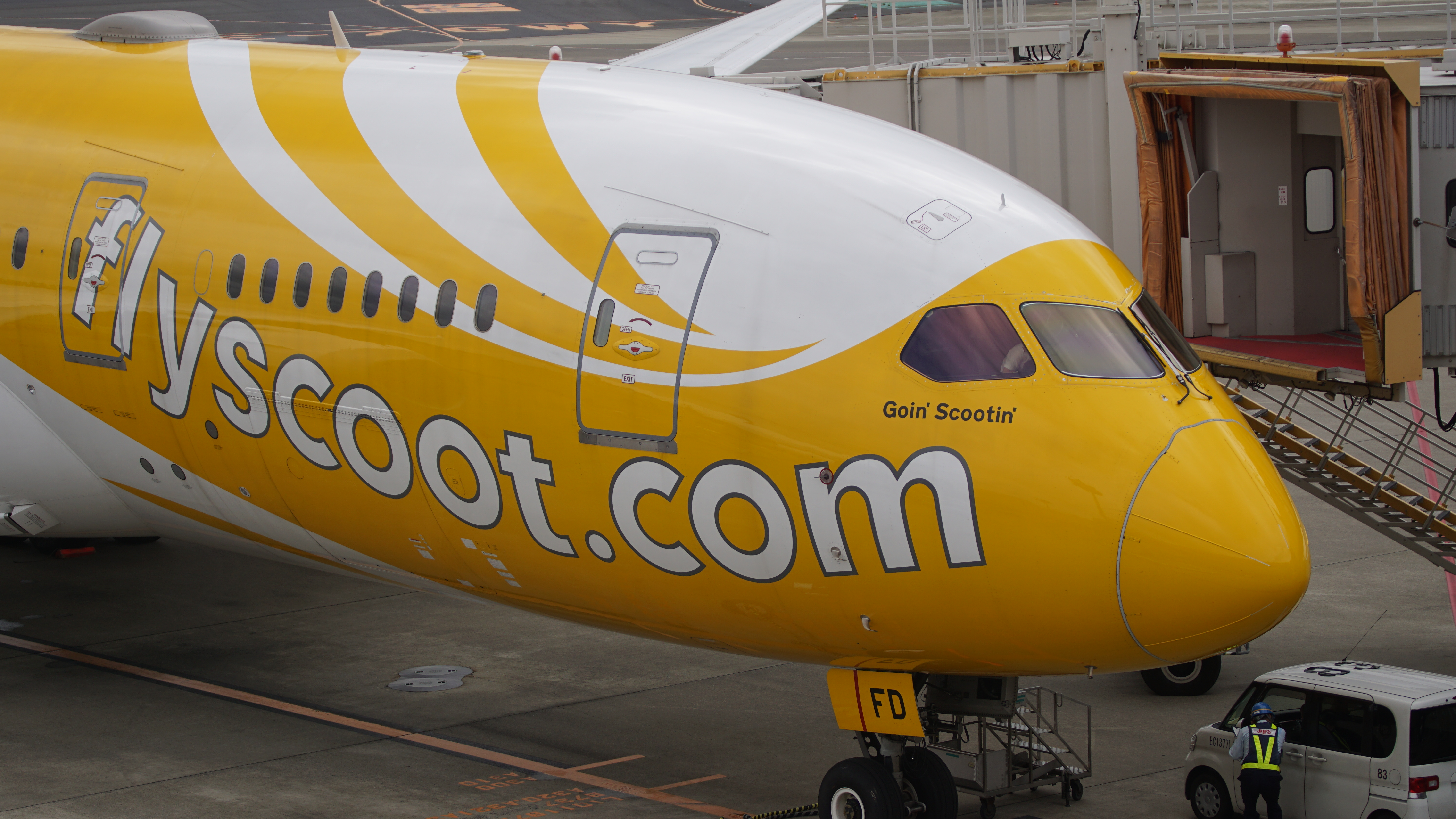
酷航波音787型客機

## 航点
酷航目前所有航班都是自新加坡出發或以新加坡为目的地，詳細航點請參照酷航航點。

## 机队

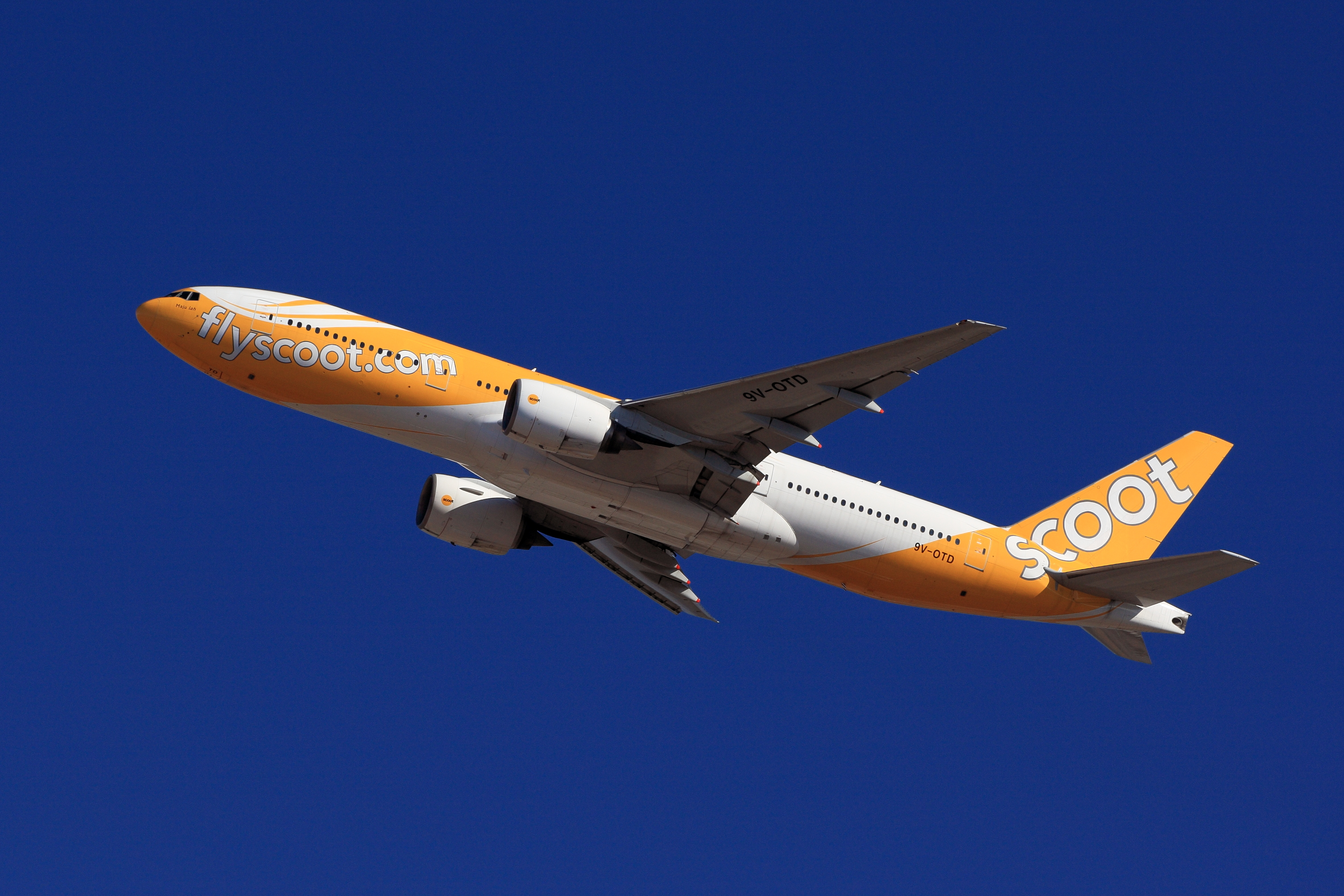
酷航波音777-200ER客機

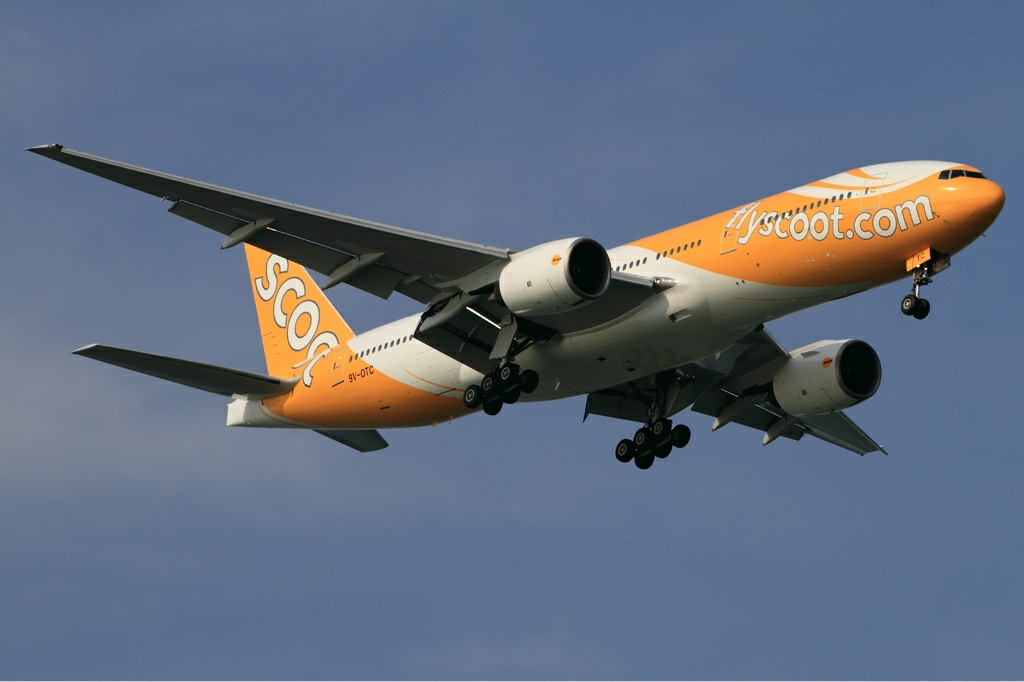
酷航第一架波音777-200ER型客機

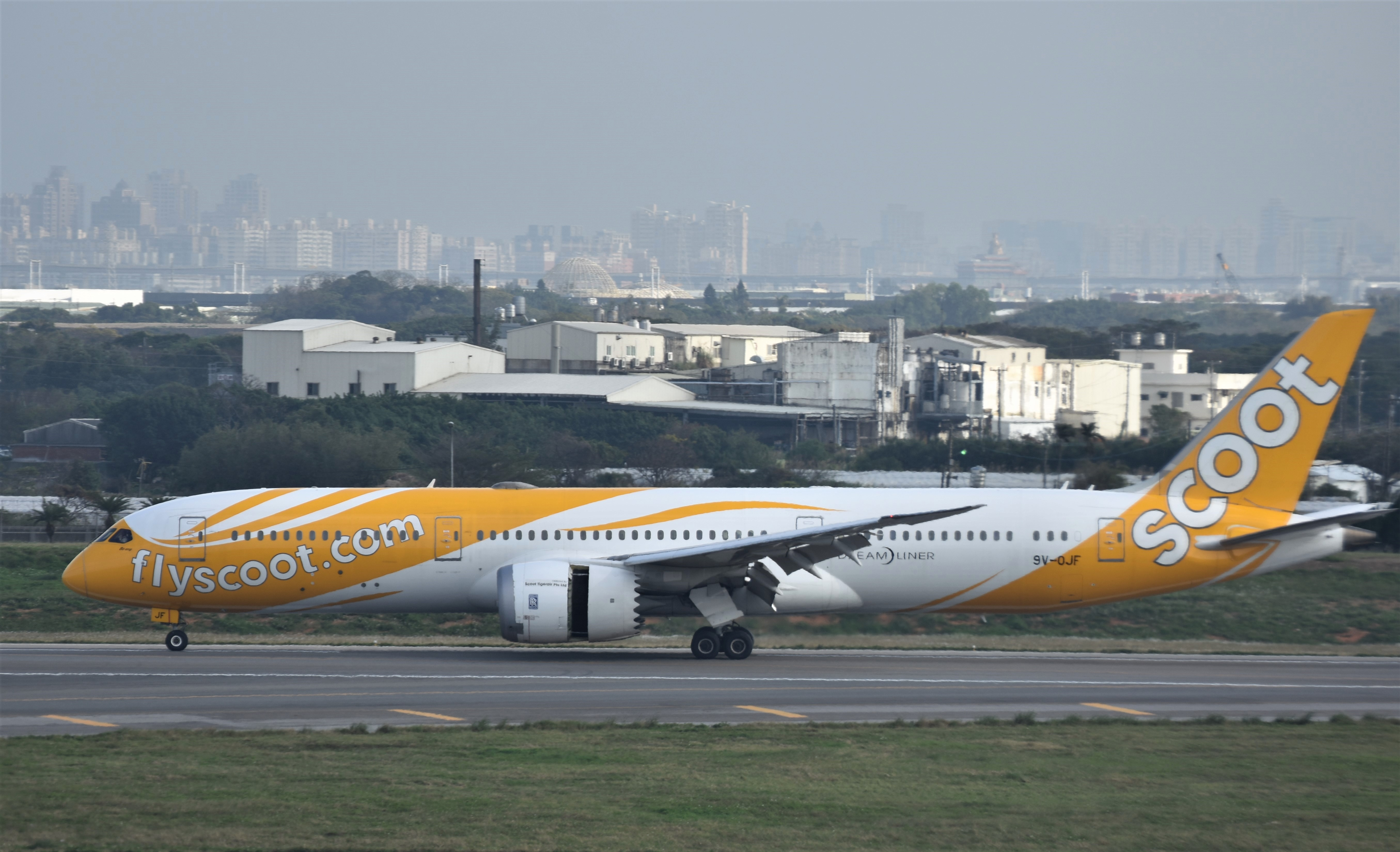
酷航的波音787-9型客機在桃園國際機場滑行

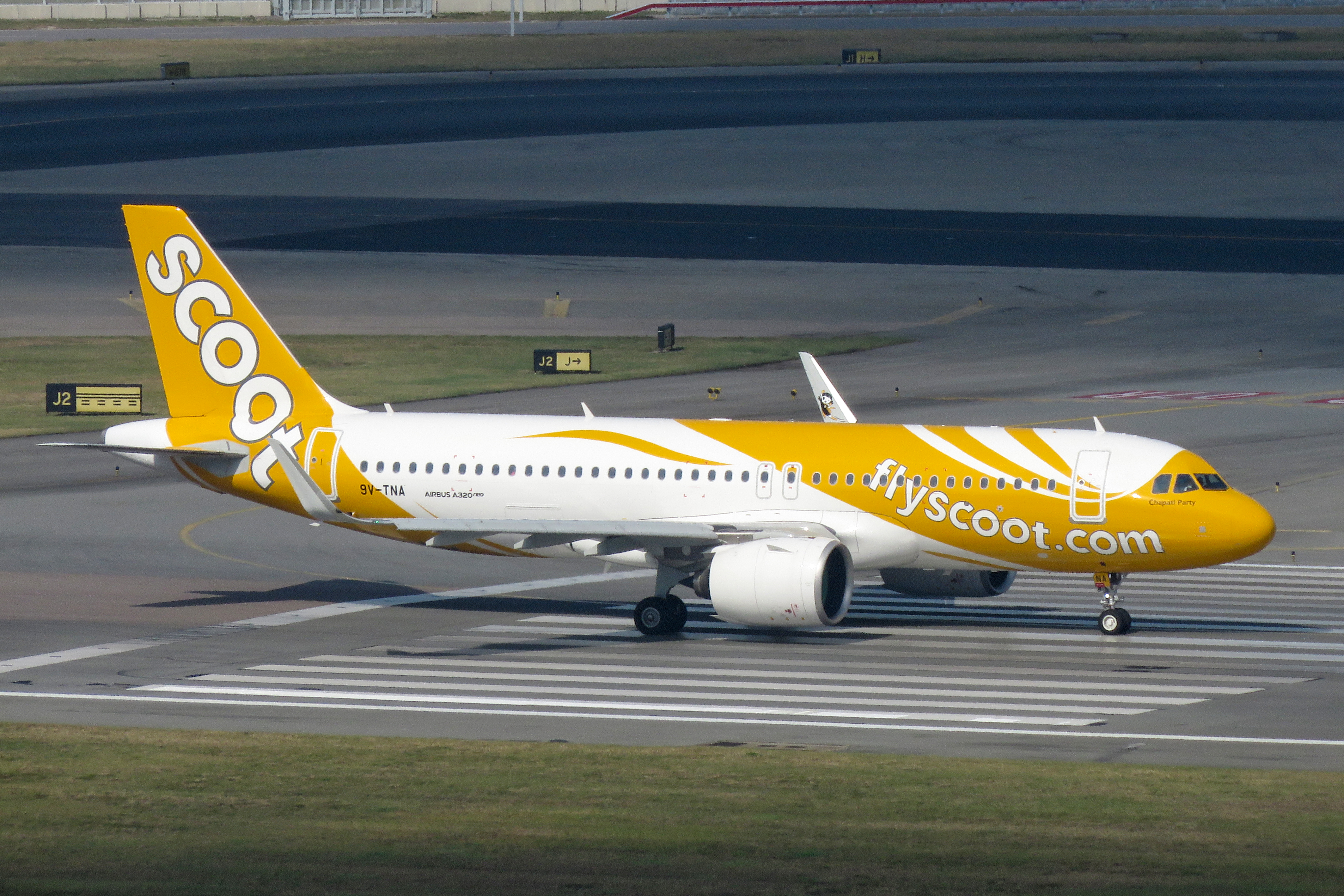
酷航的A320neo型客機在香港國際機場滑行

2012年4月5日，酷航已经拥有2架客机。最初的几架客机均從其母公司新加坡航空公司購買的波音777-200ER飛機，並重新配置了新的座椅、佈局和發動機。計劃在2016年運營機隊將擴大至14架飛機。
2012年10月24日，母公司新加坡航空公司將將其訂購的20架波音787夢幻客機轉讓給酷航，以取代目前的波音777-200客機。
在2016年8月之前，酷航已經將其六架波音777-200ER全部退役，並在2015年2月2日交付了第一架波音787-9飛機，以及第一架波音787-8飛機後，2015年中轉型為“全波音787” 機隊的航空公司。
2017年7月25日，欣豐虎航正式併入酷航，所有欣豐虎航A319和A320客機轉移至酷航，並逐步換上酷航塗裝。

截至2025年5月，酷航擁有以下機隊：
| 机型                  | 營運中 | 订购數 | 载客量 | 载客量 | 载客量 | 备注                                                        |
| 机型                  | 營運中 | 订购數 | C      | Y      | 总计   | 备注                                                        |
| --------------------- | ------ | ------ | ------ | ------ | ------ | ----------------------------------------------------------- |
| 空中巴士A320-200      | 11     | —      | —      | 180    | 180    | 預計從2019年開始接收來自澳洲虎航的A320客機                  |
| 空中巴士A320neo       | 7      | 11     | —      | 186    | 186    |                                                             |
| 空中巴士 A321neo      | 9      | 7      | —      | 236    | 236    |                                                             |
| 波音787-8             | 11     | 2      | 21     | 314    | 335    | 機身編號：9V-OF_（除9V-OFF外）                              |
| 波音787-8             | 11     | 2      | 18     | 311    | 329    |                                                             |
| 波音787-9             | 10     | 1      | 35     | 340    | 375    | 機身編號：9V-OJ_，9V-OJJ為飛翔皮卡丘塗裝「皮卡丘彩繪機 TR」 |
| 巴西航空工業ERJ-190AR | 5      | 4      | —      | 112    | 112    |                                                             |
| 合計                  | 53     | 25     |        |        |        |                                                             |

### 已經退役机队
| 机型             | 载客量 | 载客量 | 载客量 | 备注                                         |
| 机型             | C      | Y      | 总计   | 备注                                         |
| ---------------- | ------ | ------ | ------ | -------------------------------------------- |
| 空中巴士A319-100 | —      | 144    | 144    | 酷航最後一架空客A319已經於2019年9月退役      |
| 波音777-200ER    | 32     | 370    | 402    | 酷航最後一架波音777-200ER已經於2016年2月退役 |

## 客舱

### A319和A320客艙
酷航的A319及A320客艙分別設置144及180座位，每個座位的寬度為20.5英寸，座位間距為28英寸。 機艙前部和緊急出口處的座椅被稱為伸展座位，其座椅間距至少為34英寸。由於這些座位位於前排，因此前方並無其他座位。

### B787客艙
酷航的787型客舱設有2级客艙，分別為「ScootPlus」（商務舱）和经济舱。B787-8配備了長途航班乘務員休息區，ScootBiz座位減少3個，經濟艙座位少於常規B787-8座位3個。

#### ScootPlus
波音787-8與波音787-9分別設置21與35個「ScootPlus」座位（黑色座椅），為2-3-2配置。座椅间距为38英寸（97），宽度为22英寸（56），椅背調整空间為8英寸（20），附有搁脚板。商務艙座位都附带電源插座，免費提供機上餐食、30公斤托运行李额度，以及Wi-Fi串流技術的機上娛樂系統。

#### 经济舱
設有340個3-3-3配置的座位，座椅间距為31至35英寸（79至89公分）之間。乘客必須預先購買或上機付費才能享用机上餐食。座位並無配置机上娱乐设施，但乘客可以付费租用iPad。無託運行李額度，一切必須購買。
經濟艙共配有三種座位。「标准经济舱」座位（藍色座椅）间距为31英寸（79公分），宽度为17英寸（43公分），乘客可付费选择座位位置。「超级」座位间距为35英寸（89公分），宽度为17英寸（43公分）。乘客可付费预订超级座位，并可免費选择自己的座位。「S-t-r-e-t-c-h」座位（黃色座椅）位于经济舱的最前部，雖然座位間距與超級座位無異，但前無座位，因此拥有最大的脚部空间。這類型的座位與超级座位皆可付費升級。
Scoot-In-Silence（酷享寧靜區）位在波音 787 夢幻客機經濟艙前艙的酷享寧靜區座位，即可享受一段恬靜的旅途。乘客享有的獨特且安靜的客艙（12 歲以下兒童將安排在別處），還將獲得額外的舒適性 — 每張座椅均提供可調式頭枕，且可以預訂超級座位與伸展座位。

## 代碼共享夥伴
與以下航空公司代碼共享：
- 新加坡航空
- 🇨🇦加拿大航空公司

## 附屬公司
酷鳥航空（英語：NokScoot）是一家總部位於曼谷廊曼國際機場的低成本長途航空公司，成立於2015年，是泰國皇雀航空和新加坡酷航共同投資設立，酷航持有49％的股份。酷鸟航空2020年6月26日晚间在官方脸书上公告，由于市场竞争激烈，加上2019冠状病毒病疫情冲击，公司董事会决定结束酷鸟航空营运。